# Аліяга (річка)
Алія́га — річка в Україні, в межах Болградського та Ізмаїльського районів Одеської області. Впадає до озера Китай (басейн Дунаю).

## Опис
Довжина 65 км, площа водозбірного басейну 467 км². Похил річки 1,8 м/км. Долина широка (до 2,8 км). Річище звивисте, завширшки 8—12 м. Є стариці, влітку часто пересихає. Використовується частково на господарські потреби. Вода гірко-солона, для пиття непридатна. Живлення мішане дощове та снігове.

## Розташування
Річка Аліяга бере початок у балці за 4 км на південний захід від селища Бессарабське. Тече переважно на південь і (частково) південний схід. Впадає до озера Китай на захід від села Новоселівки.
Основні притоки: Новоселівка, Ташлик (ліві); Балка Делень (права).